# Less Than Human
Less Than Human (englisch für: Weniger als menschlich) ist ein dänischer computeranimierter Kurzfilm aus dem Jahr 2017 unter der Regie von Steffen Bang Lindholm.

## Handlung
In der Zeit nach einer großen Zombieepidemie wurden die verbleibenden Zombies geheilt und in abgelegenen Lagern interniert. Es gibt Überlegungen, die geheilten Zombies wieder in die Gesellschaft zu integrieren. Der Journalist Steve glaubt, dass die geheilten Zombies weiterhin eine Bedrohung für die Gesellschaft darstellen. Er berichtet aus einem Lager in Seattle, um zu beweisen, dass eine Rehabilitation nicht möglich ist. Dort trifft er auf die beiden Insassen Andy und Don.

## Produktion
Das Filmdrama entstand in der Zeit von August 2015 bis Juni 2016 als Bachelorarbeit von acht Studenten am VIA University College.

## Auszeichnungen
Less Than Human wurde 2017 auf zahlreichen Filmfestivals ausgezeichnet, unter anderem auf dem Ars Independent Festival, dem FESA Animation Festival, der POENIX Comicon, der Animago Award & Conference, außerdem erhielt das Produktionsteam eine Auszeichnung als beste Nachwuchsproduktion 2017.